# Anadolu Üniversitesi
Die Anadolu-Universität (türkisch: Anadolu Üniversitesi, deutsche Bedeutung: Universität Anatoliens) ist eine staatliche Universität in Eskişehir in der Türkei. Sie ist, gemessen an der Studentenanzahl, eine der größten Universitäten der Welt.

## Geschichte
Die Wirtschafts- und Handelswissenschaftliche Akademie Eskişehir, mit der der Grundstein der Anadolu-Universität gelegt wurde, wurde im Jahre 1958 gegründet. Im Jahre 1982 schlossen sich die Wirtschafts- und Handelswissenschaftliche Akademie in Eskişehir, die Staatliche Akademie für Ingenieur- und Architekturwesen in Eskişehir, die Medizinische Fakultät in Eskişehir, die Hochschule für Fremdsprachen sowie die Fachhochschulen in Kütahya, Afyon, Bilecik und Bolvadin unter dem Namen Anadolu-Universität zusammen. Gründungsrektor der Universität war der spätere Bürgermeister von Eskişehir, Yılmaz Büyükerşen.
Im Jahre 1992 bildeten die akademischen Einheiten der Anadolu-Universität in Kütahya die Dumlupinar-Universität und die akademischen Einheiten in Afyon die Kocatepe-Universität. Im Jahre 1993 trennten sich die Fakultäten für Medizin, Ingenieur- und Architekturwesen sowie die Geistes- und Naturwissenschaftliche Fakultät von der Anadolu-Universität und schlossen sich unter dem Dach der in Eskişehir neu gegründeten Osmangazi-Universität zusammen.

## Fachbereiche

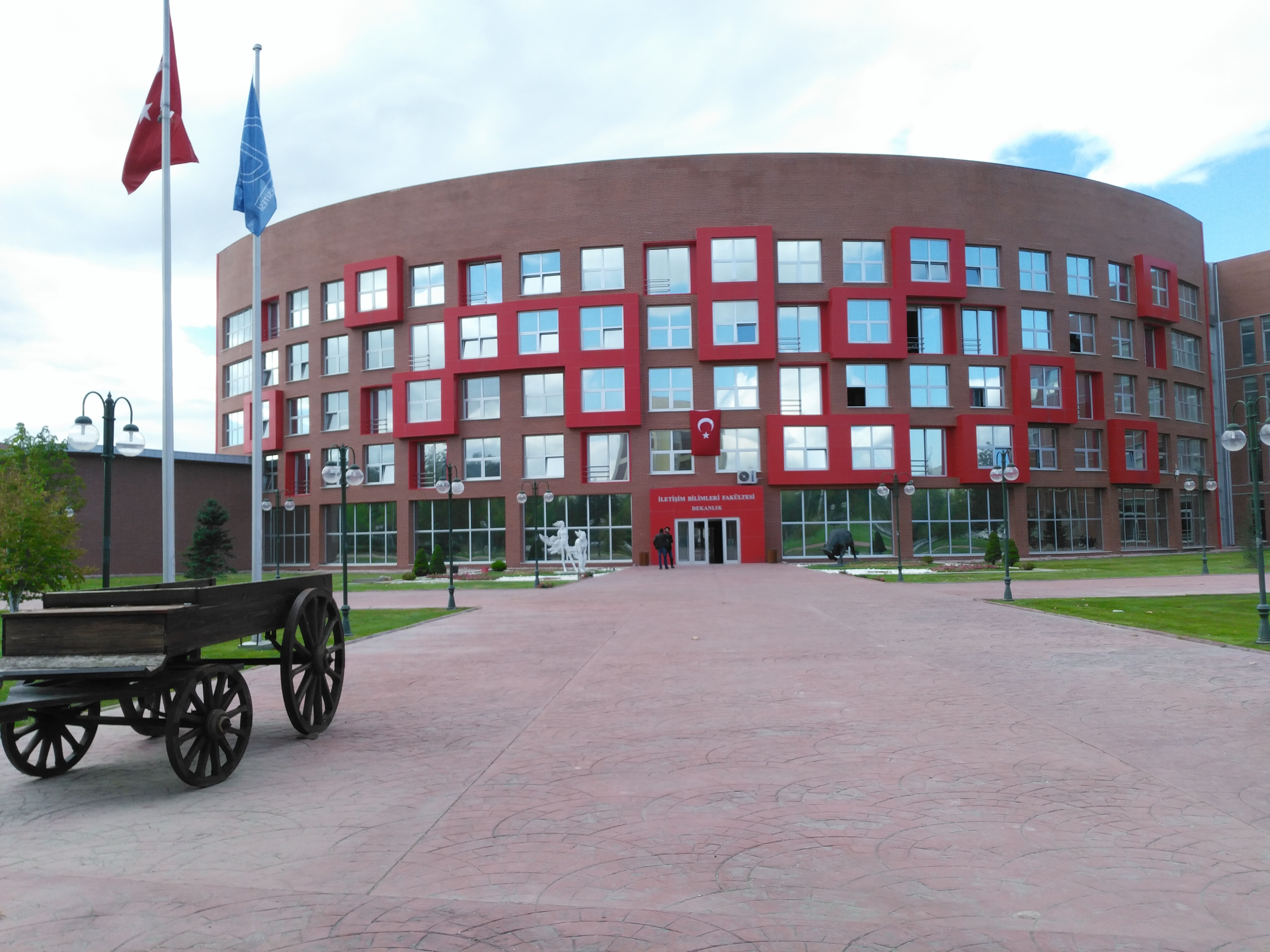
Gebäude der Fakultät für Kommunikationswissenschaften

Nach der im Jahre 1993 in Kraft getretenen Neuregelung besteht die Anadolu-Universität aus den folgenden Fakultäten:
- Pharmazie
- Naturwissenschaften
- Pädagogik
- Philosophie
- Bildende Künste
- Rechtswissenschaft
- Wirtschafts- und Verwaltungswissenschaften
- Kommunikationswissenschaften
- Ingenieur- und Architekturwesen
- Fernstudienfakultät für Betriebswirtschaftslehre
- Fernstudienfakultät für Wirtschaftswissenschaften
- Fakultät für Fernstudium

An den Fernstudienfakultäten für Wirtschaftswissenschaften und Betriebswirtschaftslehre sowie an der Fakultät für Fernstudium wird die Methode des Fernstudiums angewendet; demgegenüber besteht die Möglichkeit, dass Studierende an der Fakultät für Wirtschaft- und Verwaltungswissenschaften auch ein Abendstudium betreiben können.
Über die Kölner Kontaktstelle werden Fernstudiengänge in den Fachrichtungen Betriebswirtschaftslehre, Volkswirtschaftslehre, Außenhandel und Touristik und Hotelwirtschaft für türkische Staatsangehörige in Deutschland und anderen westeuropäischen Ländern angeboten.
Am Staatlichen Konservatorium, an der Hochschule für Leibeserziehung und Sport, Behindertenintegration und Zivilluftfahrt sowie an der Betriebswirtschaftlichen Hochschule für Tourismus und Hotelleriewesen werden vierjährige Studiengänge angeboten. An den Fachhochschulen in Bilecik, Bozüyük und Eskişehir werden zweijährige Studiengänge angeboten.

## Institute und angegliederte Hochschulen
An der Anadolu-Universität gibt es auch folgende Institute, die neben Magister- und Doktoratsstudiengängen auch verschiedene Forschungen betreiben können:
- Institut für Naturwissenschaften
- Institut für Gesundheitswissenschaften
- Institut für Sozialwissenschaften
- Institut für Erziehungswissenschaften

Außerdem gibt es Institute wie beispielsweise für Bildende Künste, Kommunikationswissenschaften, Behindertenforschung, Verkehrswirtschaft, Satelliten- und Weltraumforschung, die sich auf Grundlagenforschung der jeweiligen Fächer konzentrieren.
Die Anadolu-Universität ist die einzige Institution in der Türkei, die seit 1982 durch das Fernstudium die Möglichkeit zum Hochschulstudium gegeben hat. Über eine Million externer Studenten nahmen bisher am Fernstudium teil.
Die Hochschulen für Zivilluftfahrt und Behindertenintegration, die der Anadolu-Universität angegliedert sind, sind in diesen Bereichen die einzigen Hochschulen des Landes.

## Fakultäten
Mit neun Fakultäten ist die Anadolu-Universität Eskişehir eine Volluniversität mit einem breiten Spektrum anerkannter Studienfächer in den Geistes- wie in den Naturwissenschaften.
- Juristische Fakultät
- Philosophische Fakultät
- Neuphilologische Fakultät
- Fakultät für Wirtschafts- und Sozialwissenschaften
- Fakultät für Verhaltens- und Empirische Kulturwissenschaften
- Fakultät für Mathematik und Informatik
- Fakultät für Physik und Astronomie
- Fakultät für Chemie und Geowissenschaften
- Fakultät für Biowissenschaften

## Institute für Magister- und Doktoratsstudiengänge sowie Forschungsinstitute
An der Anadolu-Universität gibt es neben akademischen Einheiten, die ein Vordiplom- und Diplomstudium ermöglichen, auch Institute, die Magister- und Doktoratsstudiengänge anbieten oder sich direkt mit Forschung beschäftigen. Diese Institute sind:
- Institut für Naturwissenschaften
- Institut für Gesundheitswissenschaften
- Institut für Sozialwissenschaften
- Institut für Erziehungswissenschaften
- Forschungsinstitut für Menschen mit Behinderung
- Institut für Bildende Künste
- Institut für Kommunikationswissenschaften
- Forschungsinstitut für Verkehrswirtschaft
- Institut für Satelliten- und Weltraumforschung

## Forschungs- und Praxiszentren
An der Anadolu-Universität gibt es auch Zentren, an denen statt Studium und Bildung eher Forschung betrieben wird. Diese Zentren sind:
- Forschungs- und Praxiszentrum für Umweltprobleme
- Forschungszentrum für Archäologie und Kunstgeschichte
- Forschungs- und Praxiszentrum für Revolutionsgeschichte und Grundsätze von Atatürk
- Forschungszentrum für Fremdsprachen
- Forschungs- und Dokumentationszentrum für die Europäische Gemeinschaft
- Zentrum für kulturelle Aktivitäten und soziale Erziehung
- Forschungszentrum für Völkerkunde
- Forschungs- und Praxiszentrum für die Vorschulerziehung der hörgeschädigten Kinder
- Forschungszentrum für Medizin und Pharmakologie
- Forschungs- und Bildungsklinik (Mediko-Sozial-Krankenhaus)
- EDV-Zentrum Forschungszentrum für Unterrichtstechnologie und Massenmedien
- Atatürk-Forschungszentrum für Musik, Forschungszentrum für Fernstudienentwicklung
- Fallstudienzentrum für die wirtschaftliche und soziale Entwicklung von Eskişehir
- Forschungs- und Praxiszentrum für Zivilluftfahrt